# Billy Garrett
Billy Garrett (n. 24 aprilie 1933, Princeton, Illinois – d. 15 februarie 1999, Glendale, California) a fost un pilot de curse auto american care a evoluat în Campionatul Mondial de Formula 1 în 1956 și 1958.